# Jörg Meibauer
Jörg Meibauer (* 24. Dezember 1953 in Reinbek) ist ein deutscher Germanist.

## Leben
Er erwarb 1980 an der Universität zu Köln das Staatsexamen in Germanistik, Philosophie und Theaterwissenschaft. Nach der Habilitation 1993 an der Universität Tübingen wurde er 1998 an der Universität Mainz Lehrstuhlinhaber für Deutsche Sprache und Linguistik, Deutsches Institut (2019 Professor Emeritus).

## Schriften (Auswahl)
- Rhetorische Fragen. Tübingen 1986, ISBN 3-484-30167-8.
- Modaler Kontrast und konzeptuelle Verschiebung. Studien zur Syntax und Semantik deutscher Modalpartikeln. Tübingen 1994, ISBN 3-484-30314-X.
- Pragmatik. Eine Einführung. Tübingen 2001, ISBN 3-86057-284-9.
- Sprache und Bullshit. Heidelberg 2020, ISBN 3-8253-4808-3.